# Górny Dunajec
Górny Dunajec este o arie protejată (sit de importanță comunitară — SCI) din Polonia întinsă pe o suprafață de 150,24 ha, integral pe uscat.

## Localizare
Centrul sitului Górny Dunajec este situat la coordonatele 49°29′09″N 20°04′25″E / 49.4858°N 20.0735°E.

## Înființare
Situl Górny Dunajec a fost declarat sit de importanță comunitară în octombrie 2009 pentru a proteja 3 specii de animale.

## Biodiversitate
Situată în ecoregiunea alpină, aria protejată conține 4 habitate naturale: Râuri de munte și vegetația erbacee de pe malurile acestora, Râuri de munte și vegetația lor lemnoasă cu Myricaria germanica, Râuri de munte și vegetația lor lemnoasă cu Salix elaeagnos, Păduri aluvionare cu Alnus glutinosa și Fraxinus excelsior (Alno-Padion, Alnion incanae, Salicion albae).
La baza desemnării sitului se află mai multe specii protejate de  pești (3): Barbus carpathicus, zglăvoacă (Cottus gobio), cicar (Lampetra planeri).